# Alain Majani d’Inguimbert
Alain Majani d’Inguimbert (* 1950) ist ein französischer Filmemacher.

## Leben
Majani d’Inguimbert wurde 1950 als einer von drei Söhnen der aus der Provence stammenden Denise d’Inguimbert († 1987) und des aus Trinidad und Tobago stammenden Dominique Joseph „Bunty“ Majani (1925–1993) geboren. Einer seiner Brüder ist der Fotograf Christophe Majani d’Inguimbert. Alain Majani d’Inguimbert besuchte das Pariser Lycée Louis-le-Grand.
Majani d’Inguimbert begann seine Karriere 1978 in der Fotoabteilung der Sport-Zeitung L’Équipe. Später arbeitete er für das Fernsehen. Gemeinsam mit Éric Valli drehte Majani d’Inguimbert die Kurzfilme Chasseurs de miel (1988) und Chasseurs des ténèbres (1990). Letzterer behandelt das Sammeln von Vogelnestern in Thailand, damit diese zur Herstellung von Schwalbennestersuppe nach China exportiert werden können. Der Film brachte den beiden Regisseuren bei der Oscarverleihung 1992 eine Nominierung für den Oscar in der Kategorie bester Dokumentar-Kurzfilm ein.
Später wirkte Majani d’Inguimbert in unterschiedlichen Funktionen an weiteren Filmprojekten mit. 2023 plante er eine Verfilmung des Romans Le désastre de Pavie von Jean Giono, für die er das Drehbuch geschrieben hat.
Majani d’ Inguimbert ist Honorarkonsul für Trinidad und Tobago in Paris.

## Filmografie
- 1988: Chasseurs de miel (Kurzfilm; Kamera)
- 1989: La Saison du calypso (Dokumentarfilm, Regie)
- 1990: Chasseurs des ténèbres (Kurzfilm; Co-Regie, Produzent)
- 1994: Play mas (Dokumentarfilm, Co-Regie)
- 1999: Ruf der Berge (Premier de cordée, Fernsehserie; Produzent)
- 2001: Die starken Seelen (Les âmes fortes, Drehbuch, Produzent)